# Phalarope
Phalaropus
Genre
Phalaropus est un genre d'oiseaux limicoles de la famille des Scolopacidae. Ses trois espèces ont pour nom normalisé phalarope. Elles étaient autrefois considérées comme appartenant à leur propre famille, les phalaropodidés (Phalaropodidae).
Pour Handbook of the Birds of the World, Phalaropus constitue le seul genre de la tribu des Phalaropodini Bonaparte, 1831.

## Étymologie
Son nom commun phalarope provient des termes grecs « phalaris », qui signifie « poule d'eau, foulque » ; et de « pous », pied. Le phalarope est ainsi « l'oiseau à pied de foulque », ce qui fait référence à son anatomie : le phalarope a en effet des pattes lobées, comme celles de la foulque.

## Description
Leur taille varie de 15 à 25 cm de long. En hiver, ils prennent une teinte grise et blanche alors que le plumage nuptial tend vers le rouge. Les femelles sont généralement plus grandes et plus vivement colorées que les mâles.

### Caractéristiques
Les phalaropes montrent trois caractéristiques inhabituelles.
- Une inversion du rôle habituel des sexes lors de la nidification : les femelles s'approprient le territoire, le défendent et laissent aux mâles le soin de l'incubation des œufs, entamant leur migration vers le sud peu de temps après la ponte.
- Leur méthode de pêche, qui consiste à créer un faible tourbillon dans l'eau afin de soulever la nourriture du fond ; cela leur permet de se saisir de leurs proies (petits insectes aquatiques ou crustacés) en plongeant le bec au milieu du tourbillon. Le phalarope est capable de prélever l’eau goutte à goutte, chaque goutte contenant en moyenne une proie. L’évolution a conduit cette espèce à produire un bec dont la structure interne, le matériau  et la « mouillabilité »  sont tels que – même en position verticale – l’eau remonte jusqu’à la gorge par capillarité et grâce à la tension superficielle de l’eau, presque sans nécessité d’effort de la part de l’oiseau. Une pollution de l’eau par des tensio-actifs (détergents) ou un corps gras (huile, pétrole) empêche cependant ces animaux de se nourrir. Ce système intéresse les acteurs du domaine de la microfluidique qui pourraient l’utiliser pour guider des liquides au travers de divers dispositifs technique sans dépense importantes d’énergie, voire passivement[3].
- Le fait que deux d'entre eux adoptent, en dehors de la période de reproduction, un mode de vie résolument marin, au point d'être les seuls limicoles à être parfois intégrés dans la catégorie des oiseaux de mer.

## Taxonomie

### Liste des espèces
D'après la classification de référence (version 14.1, 2024) de l'Union internationale des ornithologues, il y a 3 espèces du genre Phalaropus (ordre philogénique) :
- Phalaropus tricolor  (Vieillot, 1819) – Phalarope de Wilson ;
- Phalaropus fulicarius (Linnaeus, 1758) – Phalarope à bec large ;
- Phalaropus lobatus (Linnaeus, 1758) – Phalarope à bec étroit.